# Osmany Juantorena
Osmany Portuondo Juantorena (ur. 12 sierpnia 1985 w Santiago de Cuba) – włoski siatkarz kubańskiego pochodzenia, występujący na pozycji przyjmującego lub środkowego. Były reprezentant Kuby w latach 2003–2006. Jego wujkiem jest Alberto Juantorena były kubański sprinter i średniodystansowiec, dwukrotny medalista olimpijski z Montrealu, który po zakończeniu kariery piastował stanowisko ministra sportu na Kubie.
Karierę sportową rozpoczynał w kubańskim klubie Orientales Santiago, gdzie zadebiutował w 1997 roku, w wieku zaledwie 12 lat. Kontynuował tam karierę do 2004 roku. Nie chciał opuścić kraju ze względu na grożące mu represje i zakaz gry w reprezentacji. Zdecydował się jednak w 2004 roku na przejście do ligi rosyjskiej, gdzie reprezentował Nieftianik Baszkortostana Ufa przez dwa sezony. Od 2003 roku grał w reprezentacji Kuby, z którą zdobył m.in. brązowy medal w zawodach Ligi Światowej w 2005 roku. Przed Mistrzostwami Świata 2006 w jego krwi wykryto środki dopingujące i sterydy przez co został zdyskwalifikowany na dwa lata. Karencja została przedłużona, ponieważ zawodnik bez zgody Kubańskiej Federacji wyjechał do Włoch i podpisał kontrakt z Itasem Diatec Trentino. W klubie tym udało mu się w końcu zadebiutować 27 września 2009 roku w meczu z Andreoli Latiną. Podczas tego spotkania Osmany pokazał prawdziwy "głód" siatkówki. W przeciągu 4 partii zdobył 22 punkty, atakując z 71% skutecznością i dorzucając 8 bloków. W okresie letnim w 2010, 2011 i w 2012 roku grał w Al-Arabi Ad-Dauha. 21 czerwca 2011 roku otrzymał włoskie obywatelstwo.
W latach 2009–2013 występował w Serie A, w drużynie Trentino Volley. Na początku marca 2012 r. podpisał wstępną umowę z Zenitem Kazań, ale postanowił zostać w drużynie z Trydentu. 3 maja 2013 roku na świat przyszła jego córka, Victoria. W sezonie 2013/14 występował w tureckim Halkbank Ankara. W latach 2015–2022 występował w drużynie Cucine Lube Civitanova.
Od 2015 do 2021 był reprezentantem Włoch.

## Sukcesy reprezentacyjne
| Reprezentacja | Osiągnięcie                                         | Trofeum | Rok  |
| Kuba          | Igrzyska Panamerykańskie                            | srebro  | 2003 |
| Kuba          | Liga Światowa                                       | brąz    | 2005 |
| Kuba          | Mistrzostwa Świata Juniorów                         | brąz    | 2005 |
| Kuba          | Mistrzostwa Ameryki Północnej, Środkowej i Karaibów | srebro  | 2005 |
| Włochy        | Puchar Świata                                       | srebro  | 2015 |
| Włochy        | Mistrzostwa Europy                                  | brąz    | 2015 |
| Włochy        | Igrzyska Olimpijskie                                | srebro  | 2016 |

## Sukcesy klubowe
| Osiągnięcie                | Trofeum               | Sezon/Rok                                                                                                  |
| Klubowe Mistrzostwa Świata | złoto · srebro        | 2009, 2010, 2011, 2012, 2019 2017, 2018, 2021                                                              |
| Puchar Włoch               | złoto                 | 2009/2010, 2011/2012, 2012/2013, 2016/2017, 2019/2020, 2020/2021                                           |
| Liga Mistrzów              | złoto · srebro · brąz | 2009/2010, 2010/2011, 2018/2019 2013/2014, 2017/2018 2011/2012, 2015/2016, 2016/2017                       |
| Liga włoska                | złoto · srebro · brąz | 2010/2011, 2012/2013, 2016/2017, 2018/2019, 2020/2021, 2021/2022 2009/2010, 2011/2012, 2017/2018 2015/2016 |
| Superpuchar Włoch          | złoto                 | 2011 |
| Superpuchar Turcji         | złoto                 | 2013, 2014                                                                                                 |
| Puchar Turcji              | złoto                 | 2013/2014, 2014/2015                                                                                       |
| Liga turecka               | złoto · srebro        | 2013/2014, 2022/2023 2014/2015                                                                             |
| Liga chińska               | srebro                | 2022/2023                                                                                                  |

## Nagrody indywidualne
- 2005: MVP Mistrzostw Rosji w sezonie 2004/2005
- 2005: Najlepszy zagrywający i przyjmujący Ligi Światowej
- 2009: Najlepszy zagrywający Klubowych Mistrzostw Świata
- 2010: MVP, najlepszy atakujący i zagrywający Ligi Mistrzów[13]
- 2010: MVP i najlepszy atakujący Klubowych Mistrzostw Świata
- 2011: MVP Ligi Mistrzów
- 2011: MVP, najlepszy atakujący Klubowych Mistrzostw Świata
- 2012: MVP Pucharu Włoch
- 2012: MVP Pucharu Principe
- 2012: MVP Klubowych Mistrzostw Świata
- 2014: MVP Pucharu Turcji
- 2015: Najlepszy przyjmujący Pucharu Świata
- 2017: MVP Klubowych Mistrzostw Świata
- 2018: Najlepszy przyjmujący Ligi Mistrzów
- 2019: MVP Ligi Mistrzów
- 2019: Najlepszy przyjmujący Klubowych Mistrzostw Świata
- 2020: MVP Pucharu Włoch